# Rent Liv Løbet Skive
Rent Liv Løbet Skive var et professionelt endags cykelløb i Danmark. Løbet var en del af UCI Europe Tour i kategori 1.2.

## Podiepladser
| År                     | Vinder                    | Toer                       | Treer                |        |
| ---------------------- | ------------------------- | -------------------------- | -------------------- | ------ |
| 1998                   | Jakob Piil                |                            |                      |        |
| 1999-2001 ikke afholdt |                           |                            |                      |        |
| 2002                   | Jacob Nielsen             | Ari Højgaard               |                      |        |
| 2003                   | Jannik Skovlund           |                            |                      |        |
| 2004 ikke afholdt      |                           |                            |                      |        |
| 2005                   | Morten Mikkelsen          | Christian Knørr            | Rune Udby            |        |
| 2006                   | Michael Mørkøv            | Allan Bo Andresen          | Jacob Kodrup         |        |
| 2007                   | Rune Udby                 | Søren Pugdahl              | Glenn Bak            |        |
| 2008-2009 ikke afholdt |                           |                            |                      |        |
| 2010                   | Andreas Frisch            | Thomas Guldhammer          | Jesper Hansen        |        |
| 2011                   | Guytan Lilholt Verfaillie | Andreas Frisch             | Geir Inge Berg       |        |
| 2012                   | Sebastian Lander          | Morten Øllegaard           | Andreas Landa        |        |
| 2013                   | Patrick Clausen           | Remco te Brake             | Gorik Gardeyn        |        |
| 2014                   | Phil Bauhaus              | Alex Rasmussen             | Rasmus Guldhammer    |        |
| 2015                   | Alexander Kamp            | Håvard Blikra              | Sondre Moen Hurum    |        |
| 2016                   | Johim Ariesen             | Erik Lahm                  | Mads Würtz Schmidt   |        |
| 2017                   | Martin Toft Madsen        | Troels Vinther             | Torkil Veyhe         |        |
| 2018                   | Rasmus Bøgh Wallin        | Andreas Stokbro            | Christoffer Lisson   |        |
| 2019                   | Frederik Rodenberg        | Niklas Larsen              | Christoffer Lisson   |        |
| 2020                   | aflyst                    | aflyst                     | aflyst               | aflyst |
| 2021                   | Elmar Reinders            | Mads Østergaard Kristensen | Marcus Sander Hansen |        |
| 2022                   | aflyst                    | aflyst                     | aflyst               | aflyst |